# Лесопарковая (станция метро)
«Лесопа́рковая» — станция Бутовской линии Московского метрополитена. Расположена между станциями «Улица Старокачаловская» и «Битцевский парк». Название связано с её заложением в непосредственной близости сразу от двух природных комплексов — Битцевского парка и Бутовского лесопарка. Открытие станции состоялось 27 февраля 2014 года в составе участка «Улица Старокачаловская» — «Битцевский парк».
Станция находится в 18-м микрорайоне Южного Чертанова, в районе 34-го километра МКАД (внутренняя сторона) и улиц Поляны и Куликовской. Самая южная из расположенных в пределах МКАД.

## История
В 2004 году было принято решение о продлении Бутовской линии до станции «Битцевский парк» с промежуточной станцией «Лесопарковая»
Название станции было утверждено 24 июня 2008 года постановлением Правительства Москвы на основании предложения городской межведомственной комиссии по наименованию территориальных единиц, улиц и станций метрополитена.
Строительство станции началось в 2010 году и планировалось к завершению до декабря 2013 года. Станция строилась открытым способом. Генеральный подрядчик строительства — МУП (Муниципальное унитарное предприятие) «Казметрострой».
3 августа 2012 года силами «Казметростроя» с помощью ТПМК Wirth-NFM «Айсылу» началась проходка левого (южного) перегонного тоннеля от станции «Лесопарковая» до станции «Битцевский парк». 16 августа с помощью ТПМК Hitachi «Ляйсан» началась проходка правого (северного) перегонного тоннеля. Впервые в российском метростроении был использован щит японского производства.
Трёхчастный свод станции со спаренными нишами-кессонами выполнен из монолитного железобетона методом передвижной опалубки. Для бетонирования использовался механизированный опалубочный комплекс, состоящий из основания, оснащённого механизмами для подъёма и передвижения, и опалубки свода, повторяющей трёхчастную форму и геометрические параметры покрытия станции, предусмотренные проектом. Сверху к опалубке свода крепилась опалубка кессонов, изготовленная из ламинированной фанеры. В процессе выполнения опалубочных работ сначала с помощью гидравлического подъёмного механизма устанавливалась в проектное положение центральная часть опалубки свода, затем её торцевые элементы. После набора бетоном прочности опалубочная система в обратном порядке возвращалась в транспортное положение и передвигалась на следующий участок бетонирования.
Проектно-конструкторской разработкой, производством и шефмонтажом опалубочного оборудования занимались подразделения российской опалубочной компании «СТАЛФОРМ Инжиниринг». При проектировании опалубочной системы, создании регламента опалубочных, арматурных и других видов монолитных работ были использованы инновационные разработки Научно-исследовательского института транспортного строительства (НИЦ СМ ОАО ЦНИИС). В частности, для повышения трещиностойкости конструкций при бетонировании в зимних условиях, в соответствии с рекомендациями учёных, интервал бетонирования (захватка) был увеличен до 12—15 метров.
Станция открыта 27 февраля 2014 года в составе участка «Улица Старокачаловская» — «Битцевский парк», после ввода в эксплуатацию которого в Московском метрополитене стало 194 станции. Станции «Лесопарковая» и «Битцевский парк» стали последними, открытыми при Иване Беседине.
Через месяц после открытия у сотрудников станции резко ухудшилось самочувствие. Роспотребнадзор обнаружил превышение нормы по стиролу в 204 раза. Как следует из материалов дела А40-68077-2014, в помещениях станции выявлено превышение ПДК по содержанию стирола от 10 до 450 раз, ацетона от 1,2 до 92,2 раз, этилацетата от 1,5 до 56 раз, этилбензола от 1,5 до 25 раз, 1,2,4-триметилбензола в 13,3 раза, толуола от 1,3 до 6,5 раз, аммиака от 1,5 до 5,25 раза, мета-параксилола в 2,5 раза.

## Значение для города
Станция к моменту своего открытия находилась практически в безлюдном месте. В непосредственной близости от станции к моменту её ввода в эксплуатацию не было жилых районов и общественных зданий, однако решение о её строительстве в составе нового участка Бутовской линии было принято в связи с перспективами развития южной части города Москвы. На противоположной стороне МКАД расположены дома с 17 по 23 по Старобитцевской улице, которые географически ближе к данной станции, чем к станциям «Бульвар Дмитрия Донского» и «Улица Старокачаловская». Напротив 17 и 23 домов есть подземный переход под МКАД, открытый в 1998 году.
Тем не менее, доступность этой станции для жителей упомянутых домов оставляет желать лучшего.
Также со Старобитцевской улицы к станции можно добраться через мост, соединяющий улицу Поляны и МКАД, но к этому мосту нет удобного подхода ни с одной из сторон МКАД, требуется обходить гаражи и пересекать многочисленные проезды транспортной развязки со стороны Северного Бутова.
С появлением станции «Лесопарковая» должна была улучшиться транспортная доступность центра и других периферийных районов города для жителей вновь присоединённых к Москве территорий, Северного Бутова. Также станция «Лесопарковая» вместе со следующей за ней станцией «Битцевский парк» должны обеспечить лучшую транспортную доступность природно-исторического парка «Битцевский лес». По предварительным расчётам, пассажиропоток станции составит 30 000 человек в сутки, а в утренние и вечерние часы пик — 3500 человек в час. В конце 2014 года пассажиропоток составлял около 500 человек в сутки, что было самым низким значением в Московском метро.
К 2015 году рядом со станцией должен был быть построен крупный транспортно-пересадочный узел «Лесопарковый». Проект планировки территории ТПУ «Лесопарковая» был одобрен Градостроительно-земельной комиссией Москвы только в апреле 2015 года, однако в сентябре того же года «после оценки экспертами экономической целесообразности строительства ТПУ» было решено не строить автовокзал в этом месте.
Территория вокруг станции «Лесопарковая» до осени 2018 года выглядела пустынной. Здесь, например, не было никакой торговли.
Главный архитектор Москвы Сергей Кузнецов в декабре 2016 года объявил о планах строительства надземного перехода через МКАД к остановочным пунктам по Старобитцевской улице и отметил: «В настоящее время территория не благоустроена, здесь отсутствуют внеуличные пешеходные переходы и зоны посадки-высадки пассажиров наземного транспорта». Также близ станции метро планировалось возведение крупного жилого комплекса. Разрешение на строительство было выдано в ноябре 2017 года. Проектом предусмотрено создание подземной парковки и наземной автостоянки для посетителей. Строительство жилого комплекса «Лесопарковый» началось в 2018 году в 200 метрах от станции.
С 1 сентября 2018 года автобусный маршрут МЦ1 до многофункционального миграционного центра УФМС России по Москве в деревне Сахарово стал пролегать до метро «Лесопарковая» вместо прежней конечной остановки «метро Аннино», а с 15 сентября 2018 года конечный остановочный пункт 22 смежных межрегиональных маршрутов, следующих в Москву из Подольска, Чехова, Протвина, Пущина, Серпухова, Оболенска был перенесён от станции метрополитена «Южная» к метро «Лесопарковая», что увеличило пассажиропоток станции и позволило разгрузить ранее перегруженную станцию «Аннино».
В феврале 2019 года заместитель мэра Москвы по вопросам градостроительной политики и строительства Марат Хуснуллин подтвердил планы правительства Москвы построить автобусную станцию у станции метро «Лесопарковая».

## Выходы и вестибюли

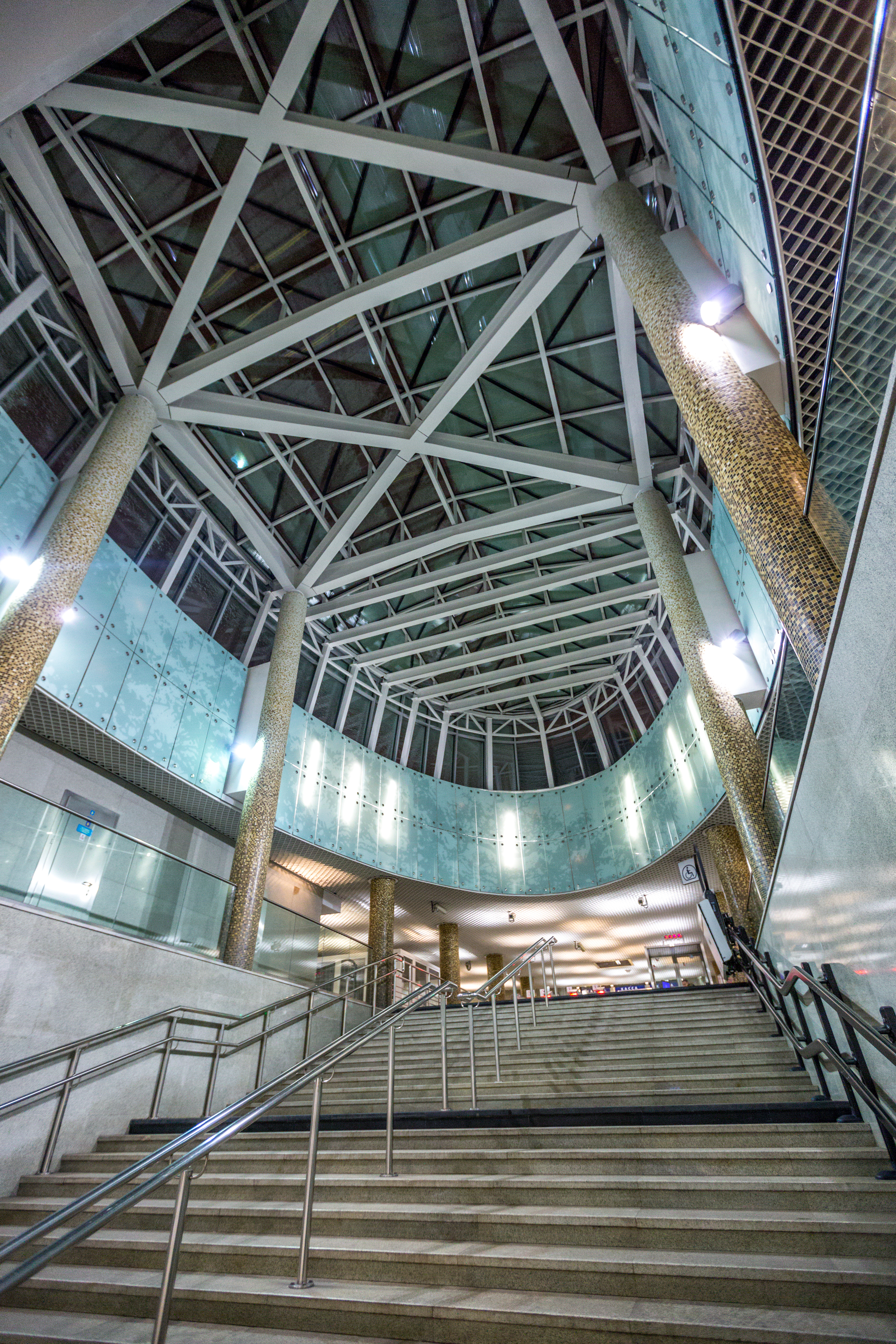
Действующий наземный вестибюль

Станция беспересадочная, с двумя подземными вестибюлями. Стены вестибюлей облицованы полированными плитами из мрамора тёплых тонов. Платформа связана двухмаршевыми лестницами с каждым из вестибюлей. В свою очередь, каждый из них имеет выход на поверхность через лестницу, которая накрыта наземным павильоном из лёгких металлических конструкций.
Над лестницей, ведущей из вестибюля на платформу, сооружён стеклянный купол, так что пассажиры могут из вестибюля рассматривать небо. Купол поддерживают колонны, украшенные мозаикой.
Первый вестибюль оборудован пассажирским лифтом, обеспечивающим для людей с ограниченными возможностями спуск на уровень пешеходного перехода. Для их спуска с уровня кассового зала на уровень платформы предусмотрен наклонный подъёмник.
На данный момент задействован только один (восточный) вестибюль, второй вестибюль планировалось открыть в 2015 году одновременно с пересадочным узлом. По состоянию на 2023 год, над западным вестибюлем ведутся строительные работы. Планируемая дата открытия четвёртый квартал 2023, либо первый квартал 2024 года.
Для доступа маломобильных граждан один из вестибюлей оборудован лифтами для спуска на платформу с уровня земли с остановкой на уровне подземного перехода. Для людей с ограничениями по зрению по краям платформы и перед лестницами устроены световые предупредительные полосы. Полы в пешеходных переходах, ступени и площадки наружных лестниц сделаны из материалов с антискользящим покрытием.

## Архитектура и дизайн

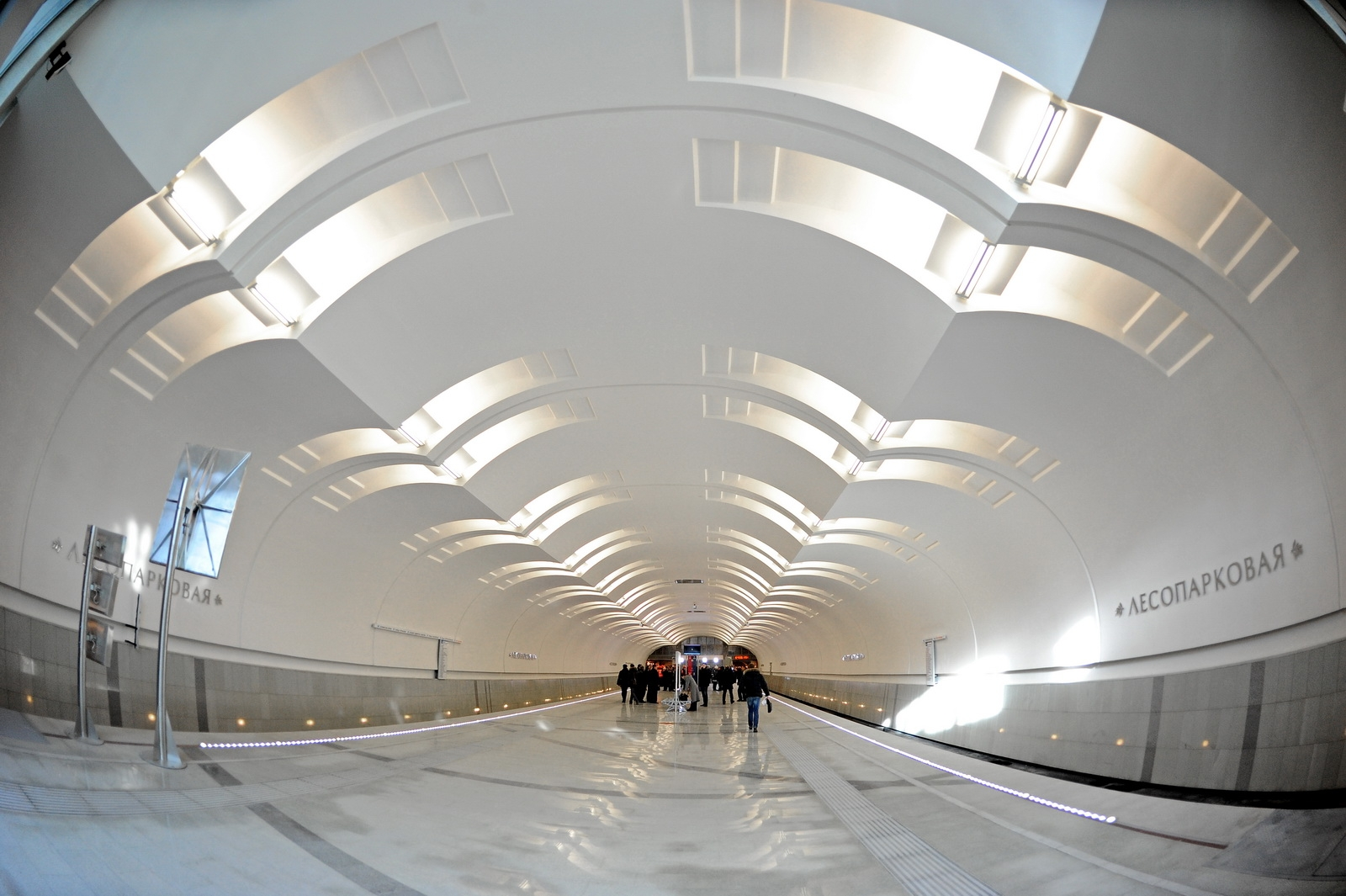
Станция в день открытия целиком

Архитектурный проект был разработан в 2009 году архитекторами ОАО «Метрогипротранс» Владимиром Филипповым и Светланой Петросян. В 2013 году ОАО «Институт „Казгражданпроект“» выполнил корректировку проекта станции. Была изменена компоновка станции и архитектурное решение вестибюлей. Архитектурный проект корректировки был разработан архитектором А. М. Мустафиным.
Покрытие станции выполнено в виде трёхчастного свода, геометрия которого подчёркнута спаренными световыми нишами. По центральной оси платформы размещаются скамьи и торшеры-указатели.
Стены станции и обоих вестибюлей, цоколи стен свода облицованы полированным гранитом Мансуровского месторождения. Простой геометрический рисунок полов образован плитами полированного серого гранита и чёрного полированного габбро. Для облицовки полов в пешеходных переходах, ступеней и площадок наружных лестниц используется термообработанный гранит (гранит с антискользящей поверхностью).
Длина платформы уменьшена и составляет 102 метра (что рассчитано на 5-вагонный состав). Для освещения платформы в нишах за декоративными экранами и в кессонах свода установлены люминесцентные светильники. В вестибюлях люминесцентные лампы спрятаны за декоративным подшивным потолком.
Шрифтовое решение для новой станции Московского метрополитена разработала студия Артемия Лебедева.
Лесопарковая — единственная подземная станция в Москве и одна из немногих в бывшем СССР, на которую проникает дневной свет с поверхности. Другая станция с такой особенностью — «Кремлёвская» в Казанском метрополитене.
Управляющая компания по строительству станции — АО «Мосинжпроект».

## Фотогалерея

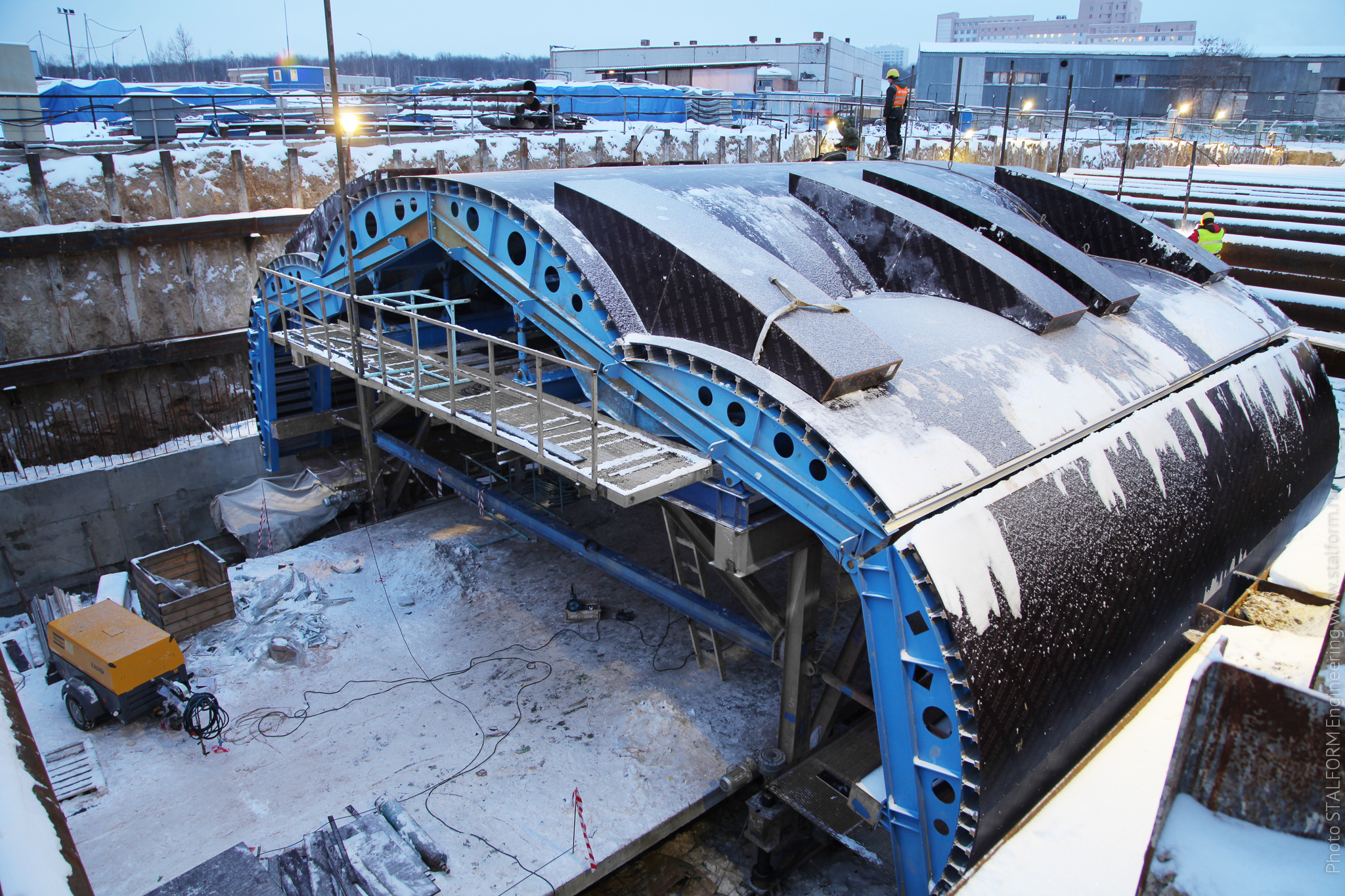
Мобильный опалубочный агрегат для бетонирования свода с кессонами
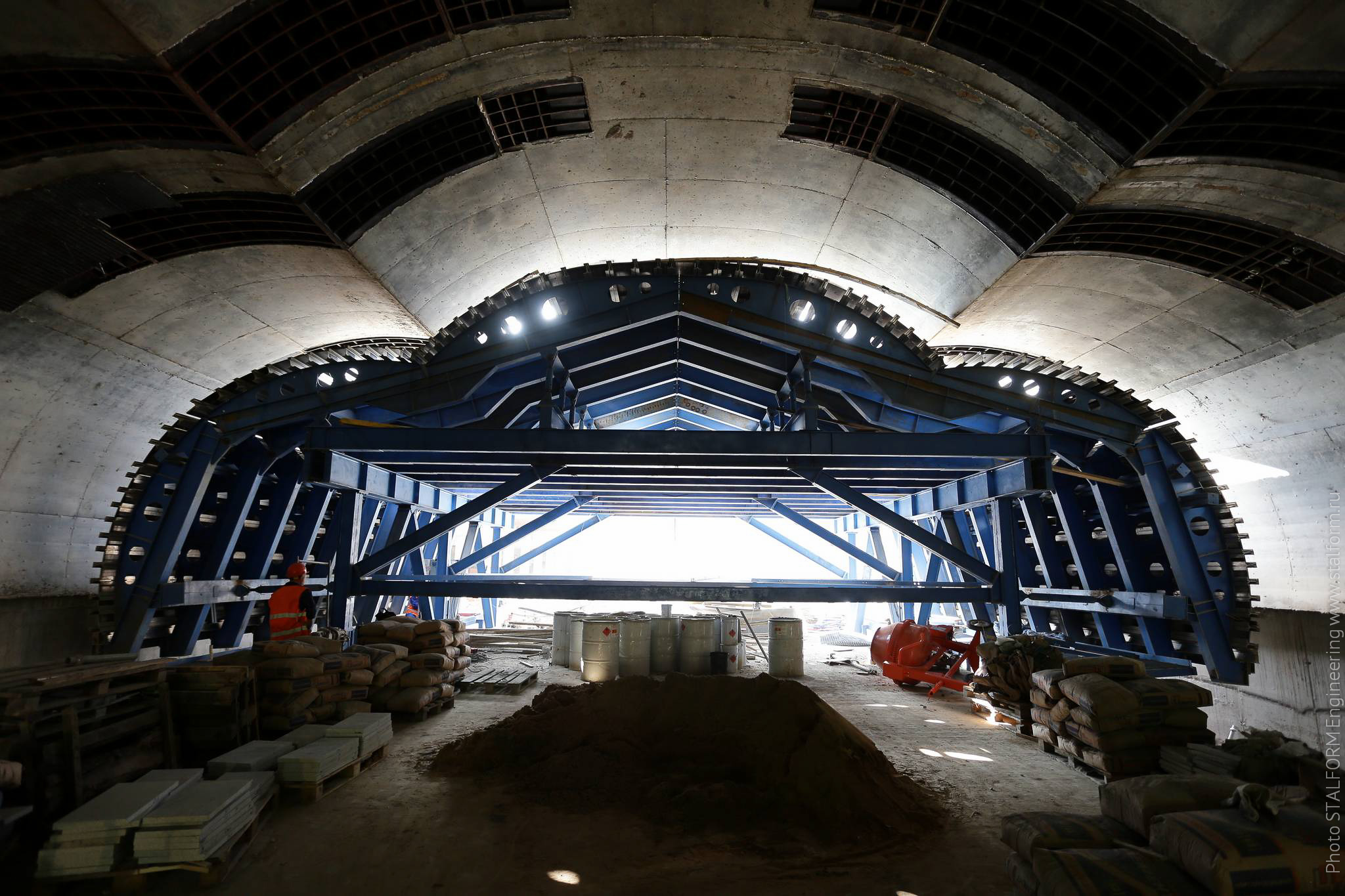
Процесс бетонирования сводчатого покрытия
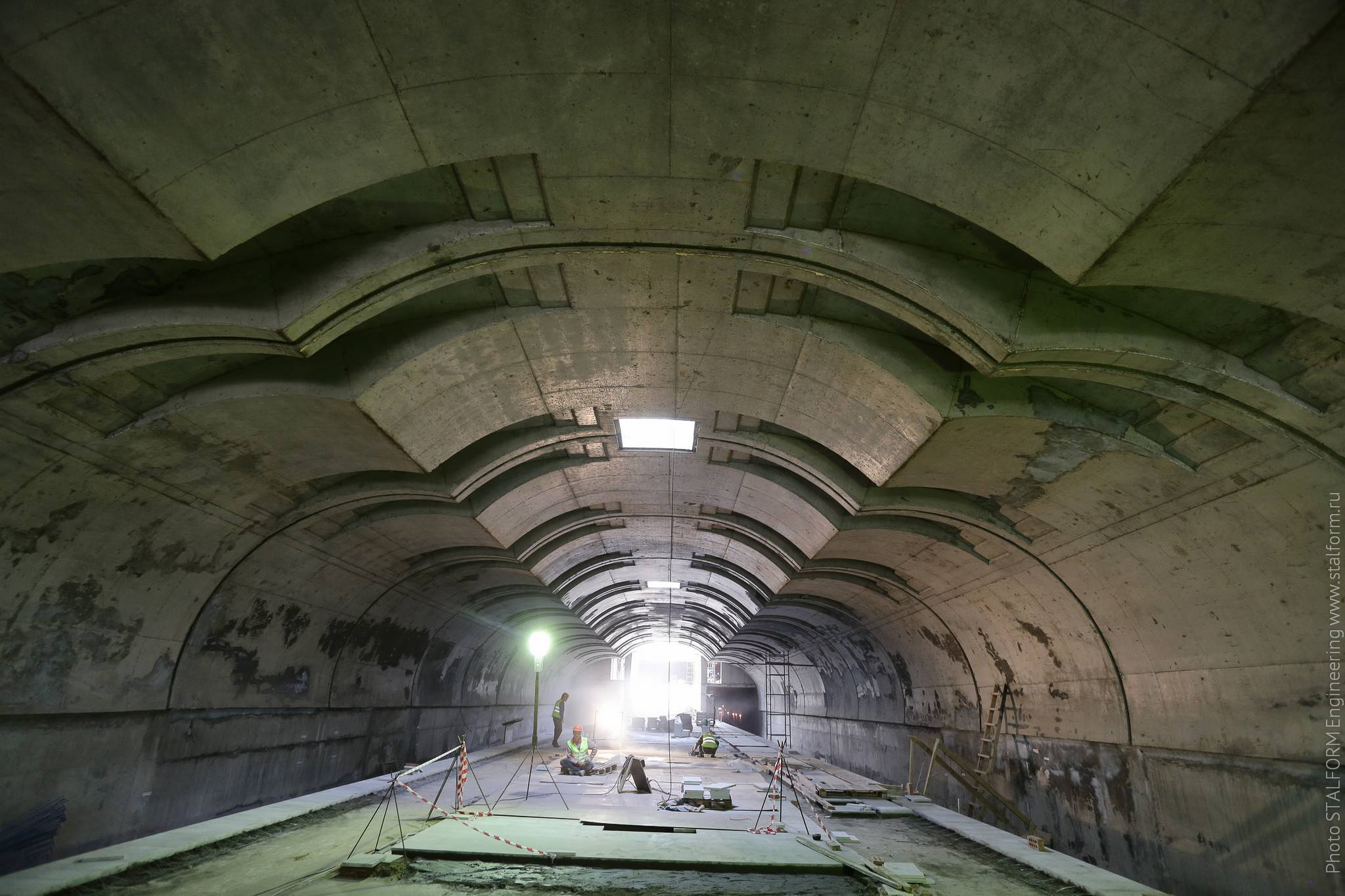
Конструкции станции без декоративной отделки
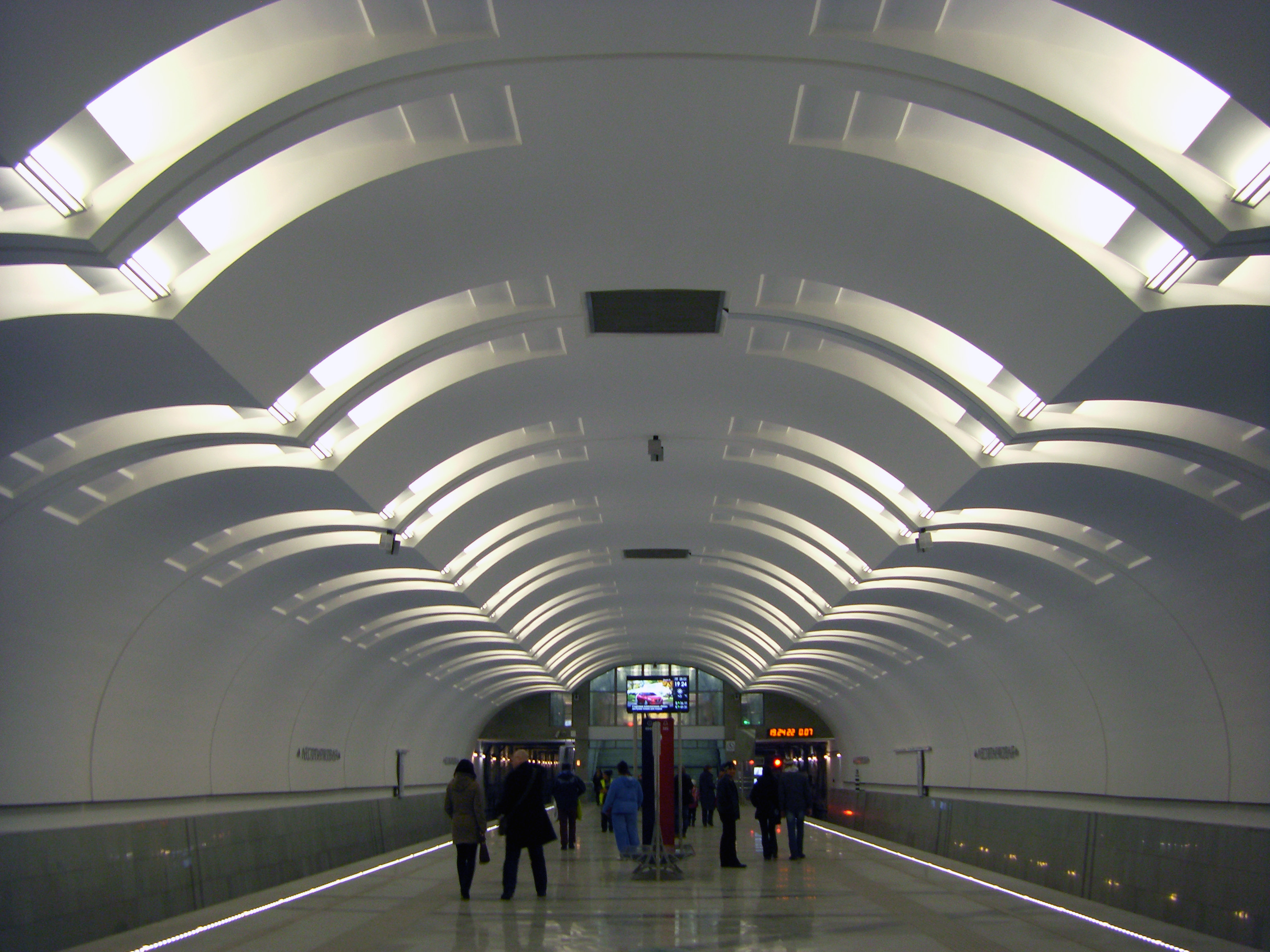
Фотография станции 28 февраля 2014 года
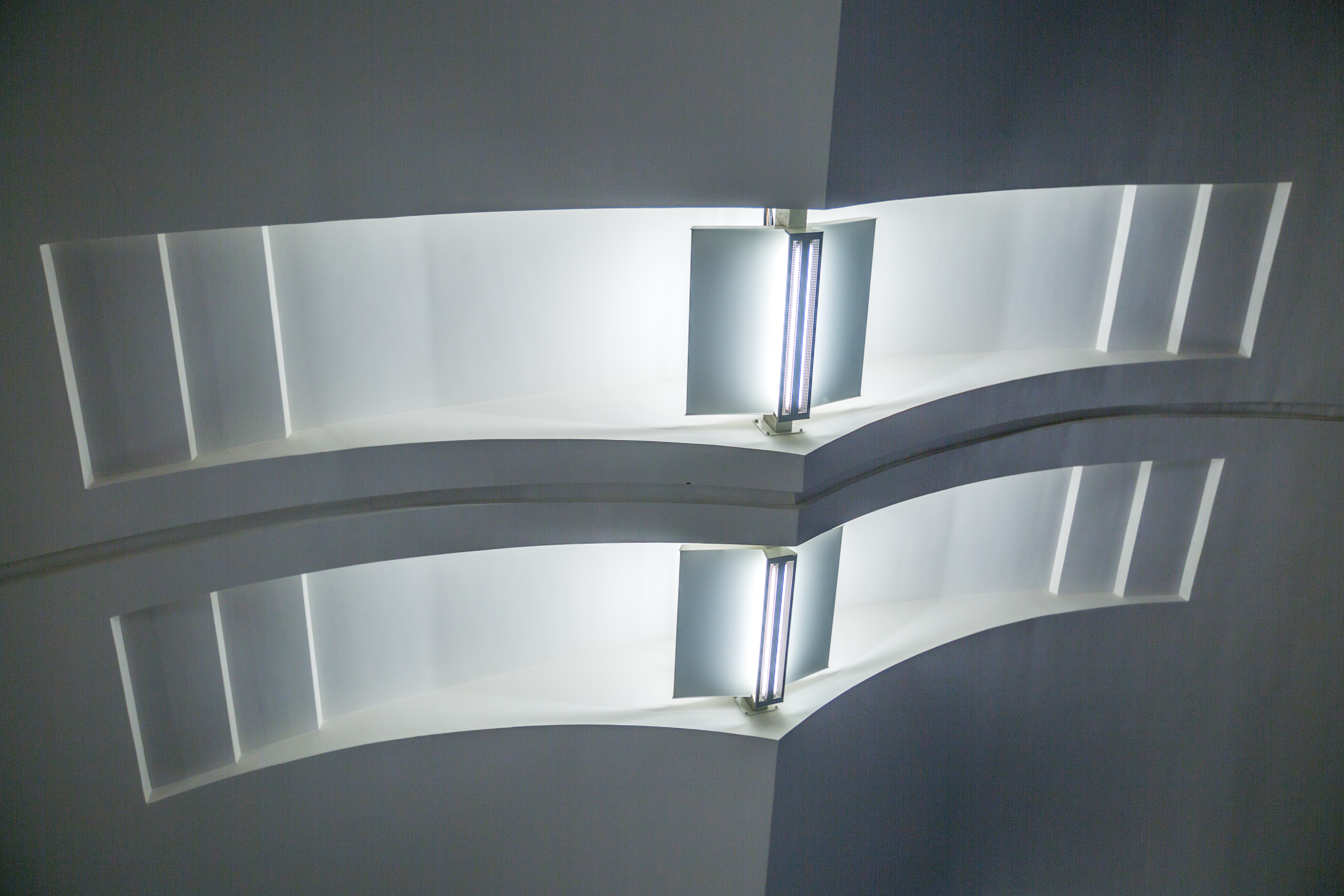
Светильник в кессоне потолка
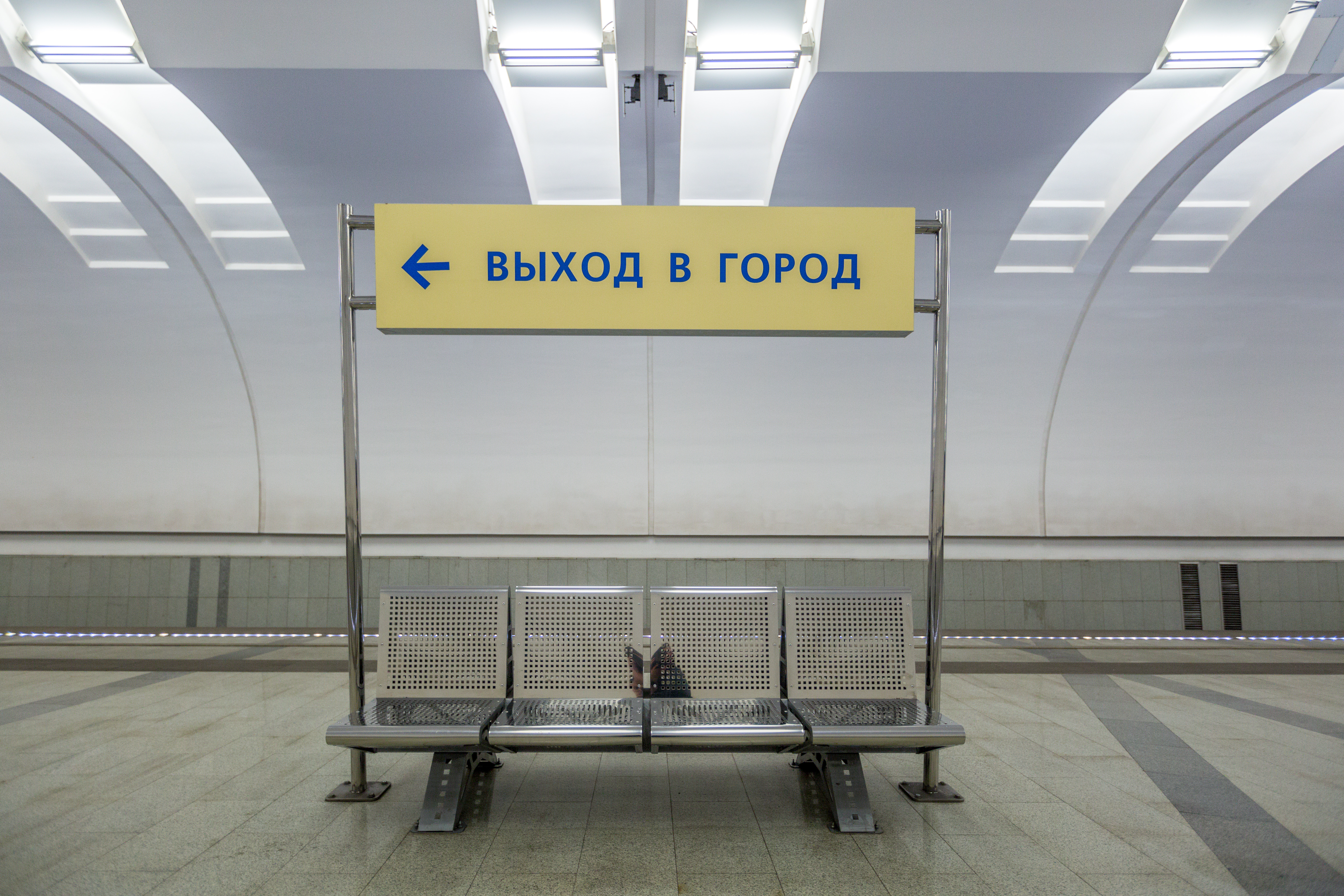
Скамейка на платформе
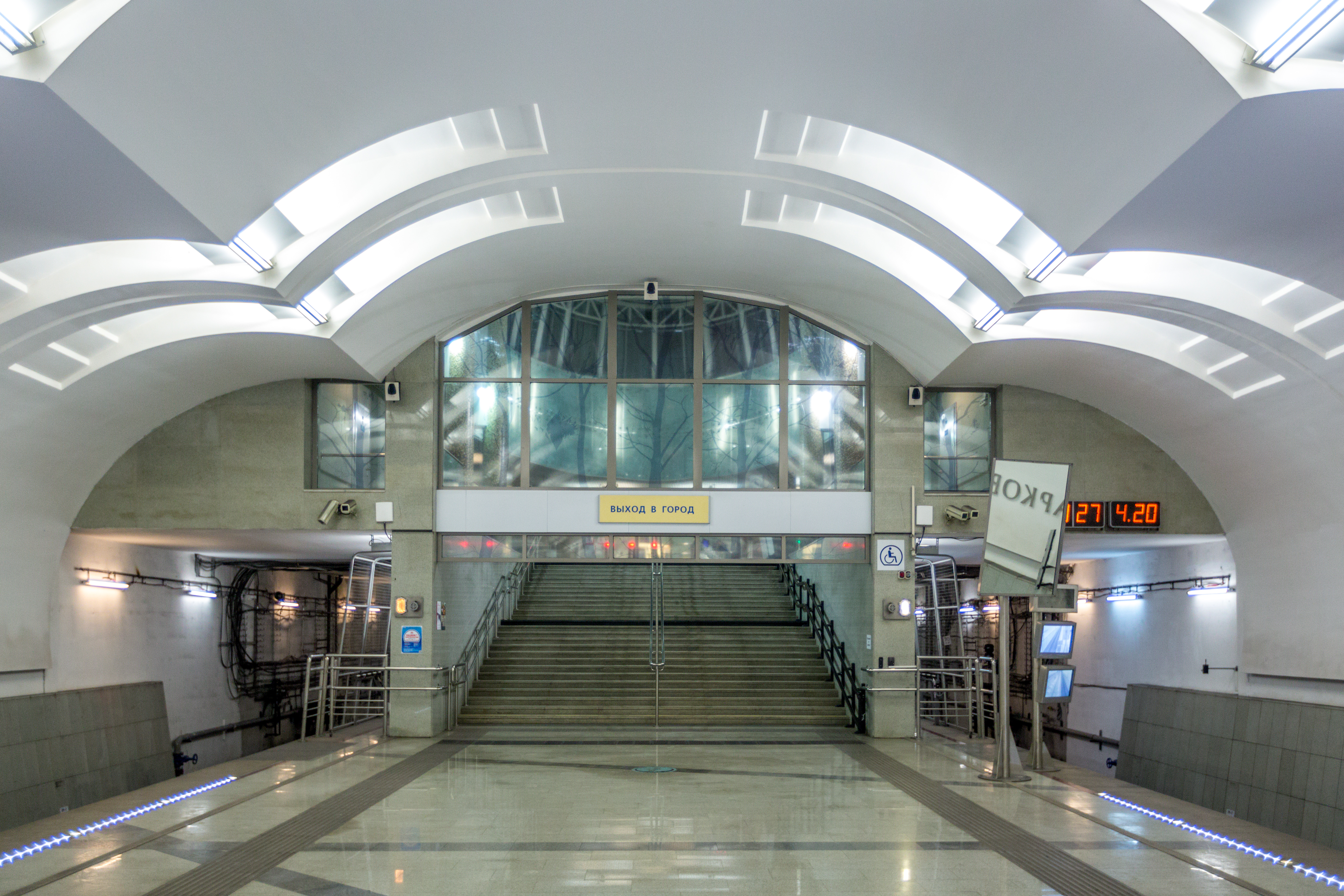
Выход в город
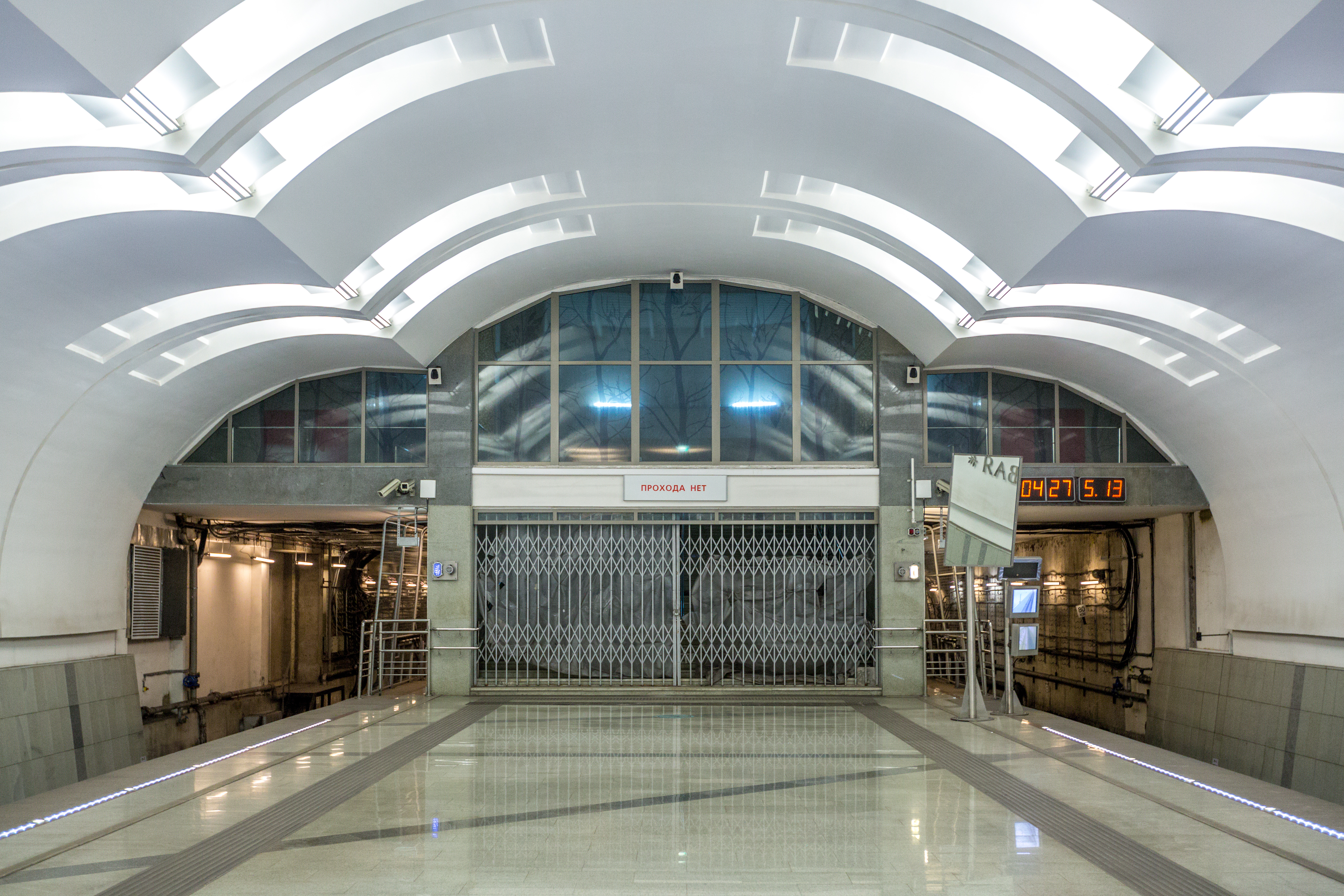
Выход в закрытый вестибюль
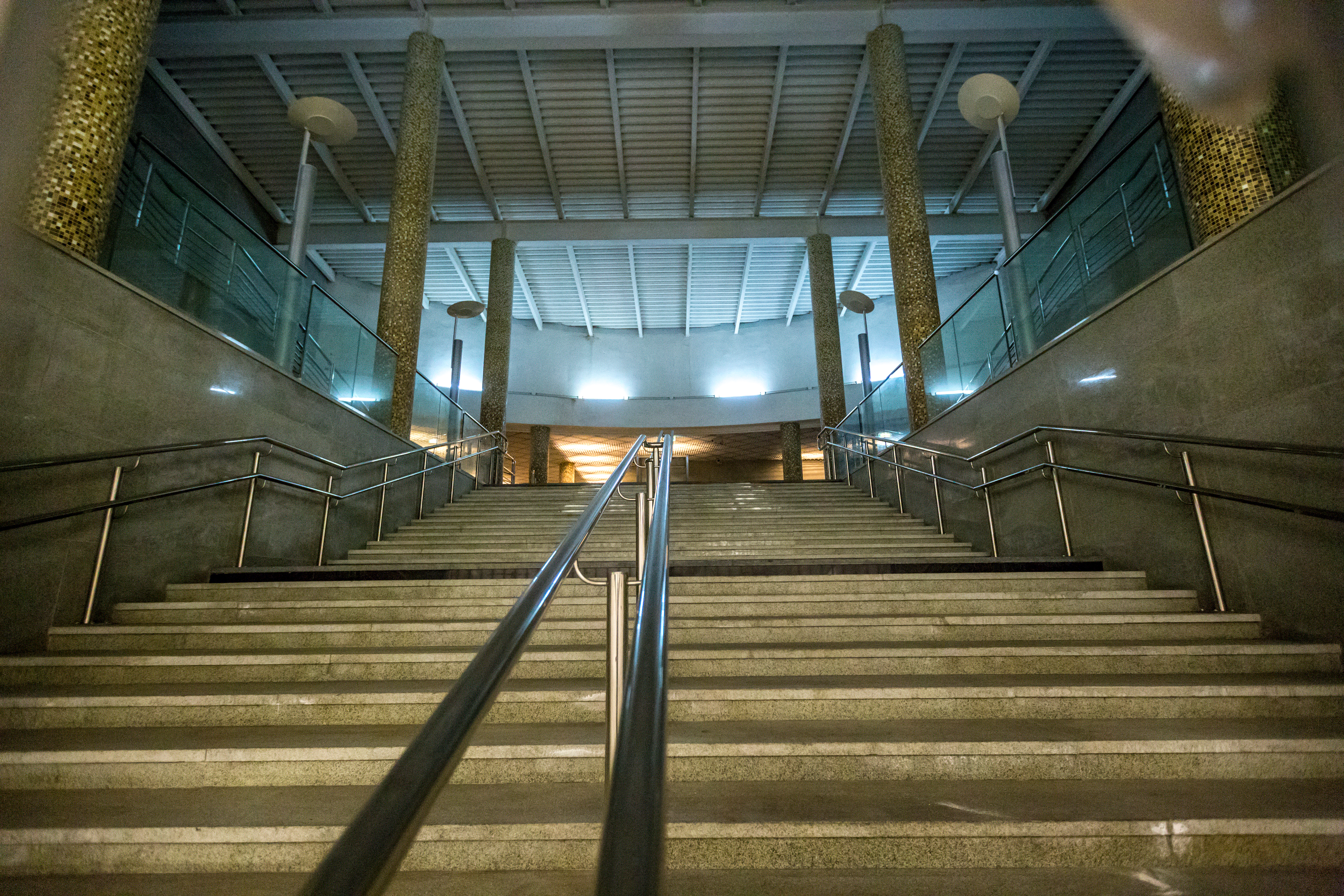
Интерьер недостроенного вестибюля
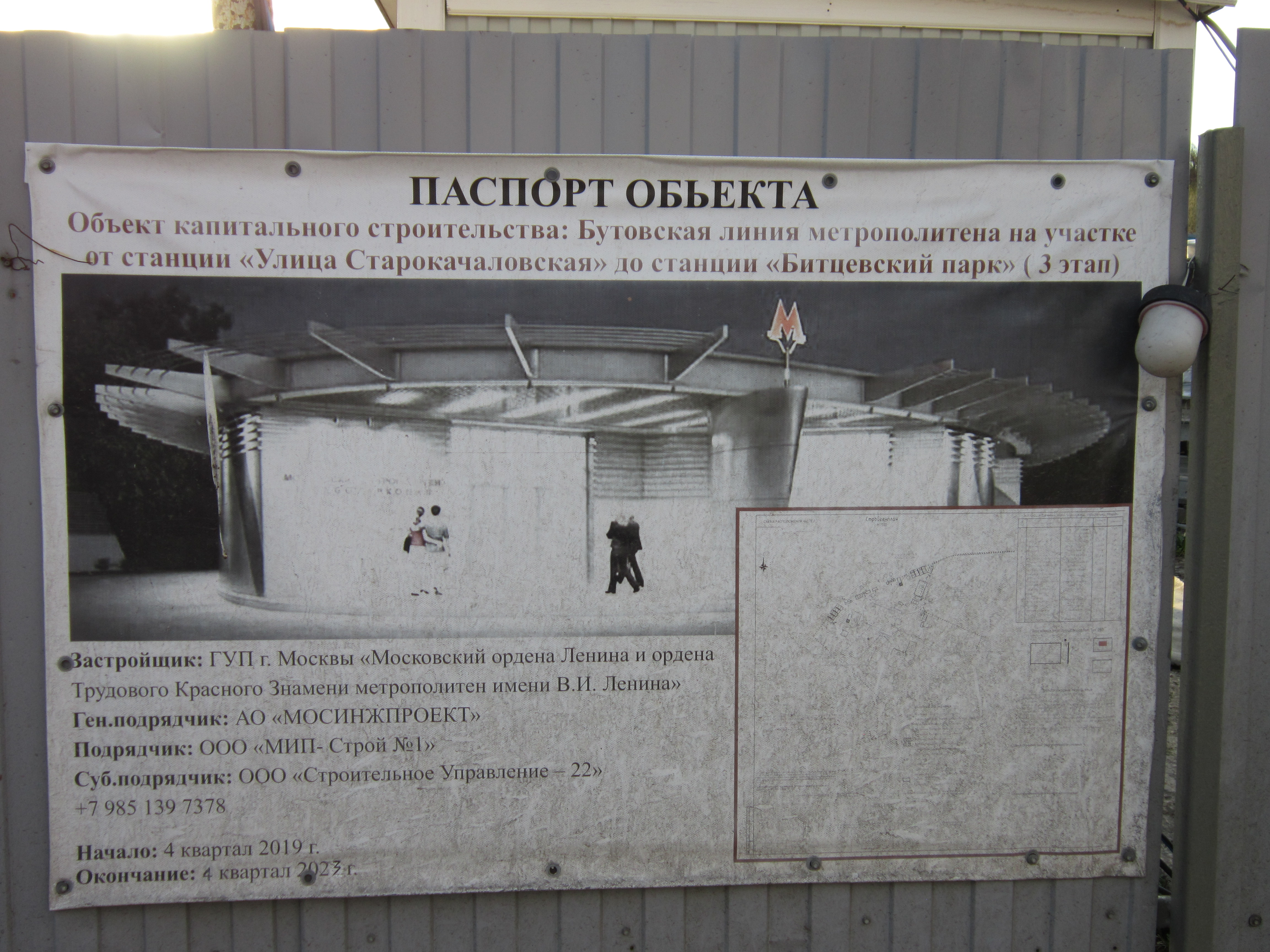
Паспорт строительства вестибюля
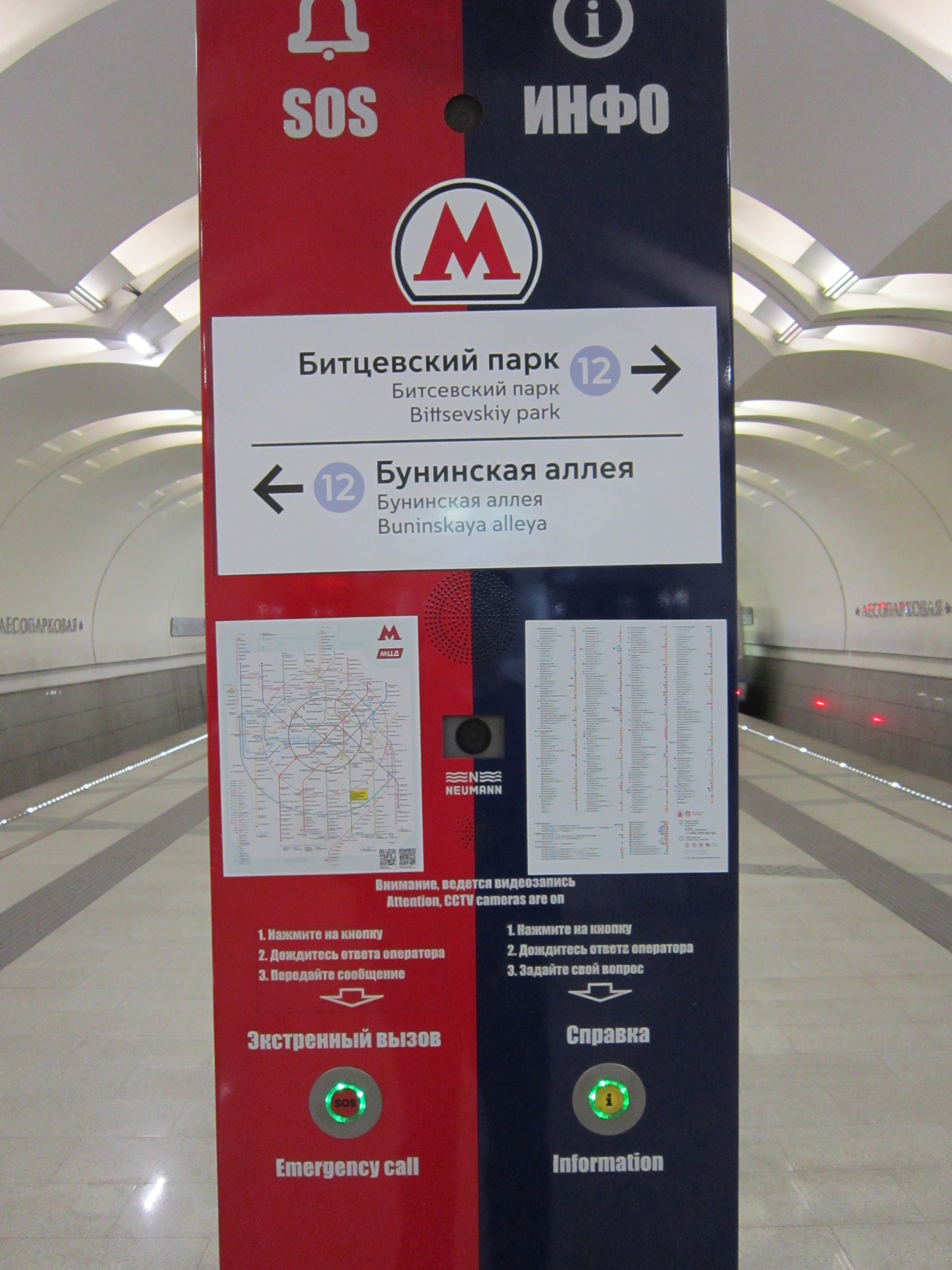
Колонна экстренного вызова
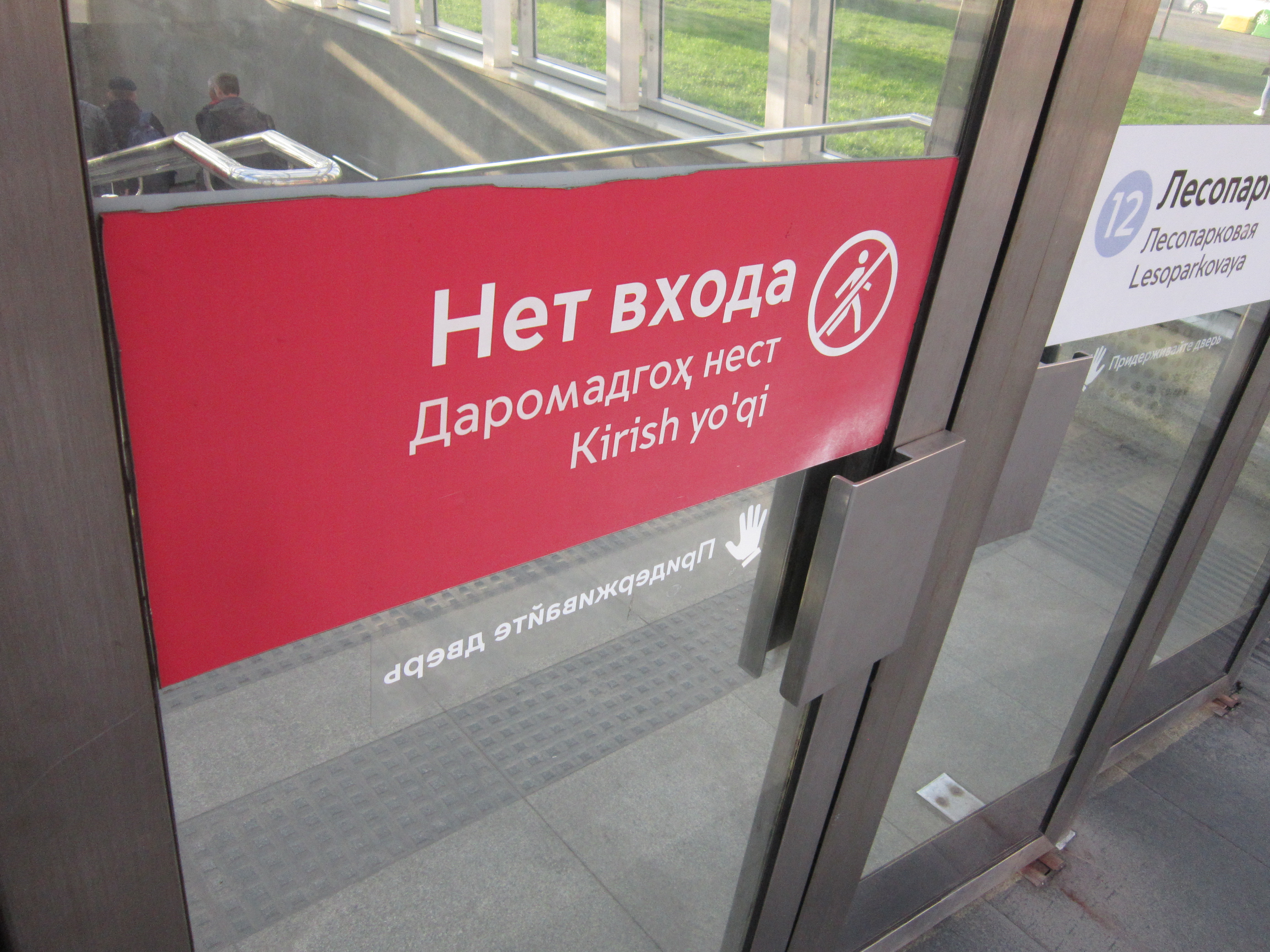
Двери входа и выхода на станцию, апрель 2023 года
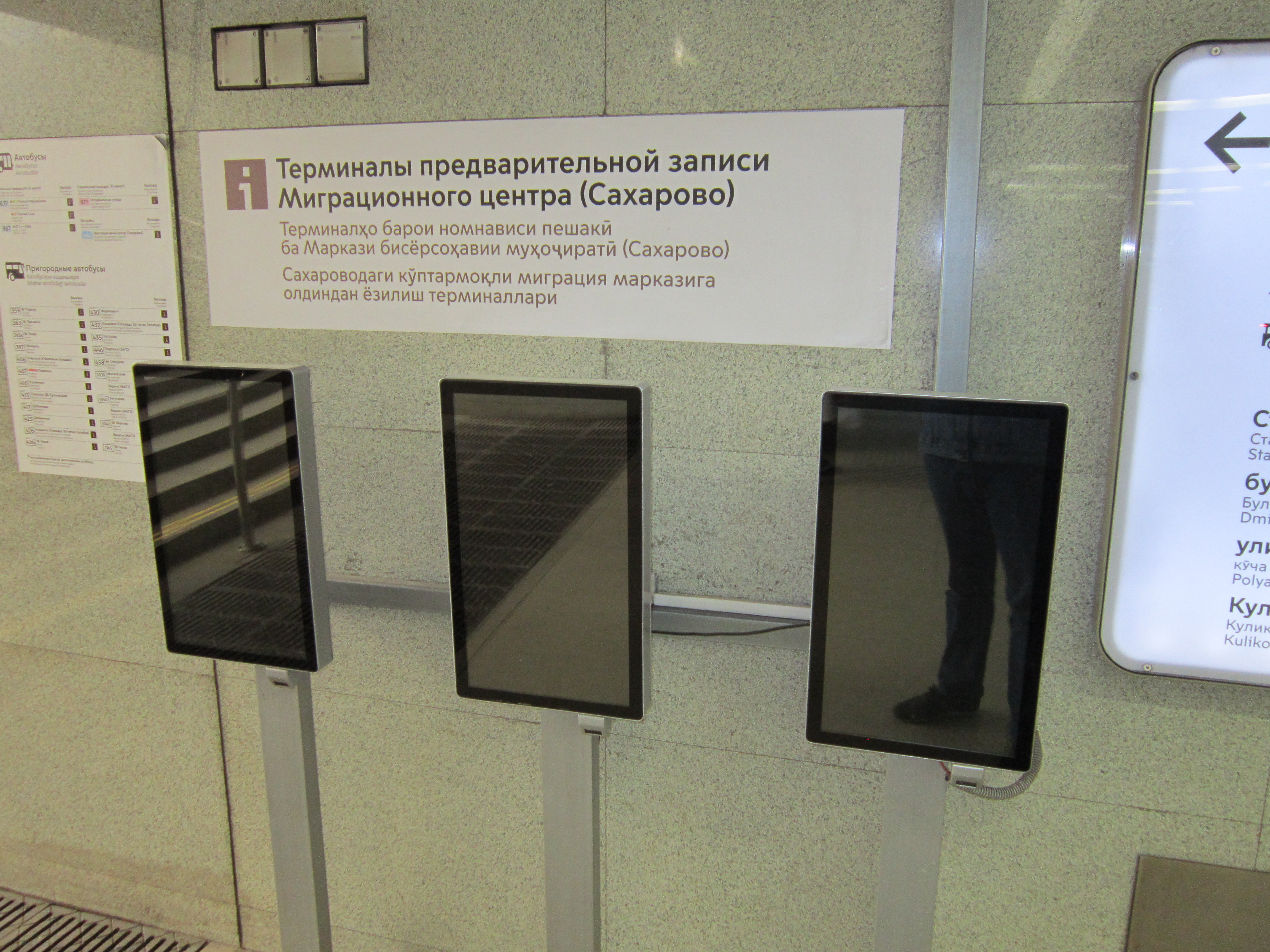
Терминалы для записи в ММЦ (Сахарово)
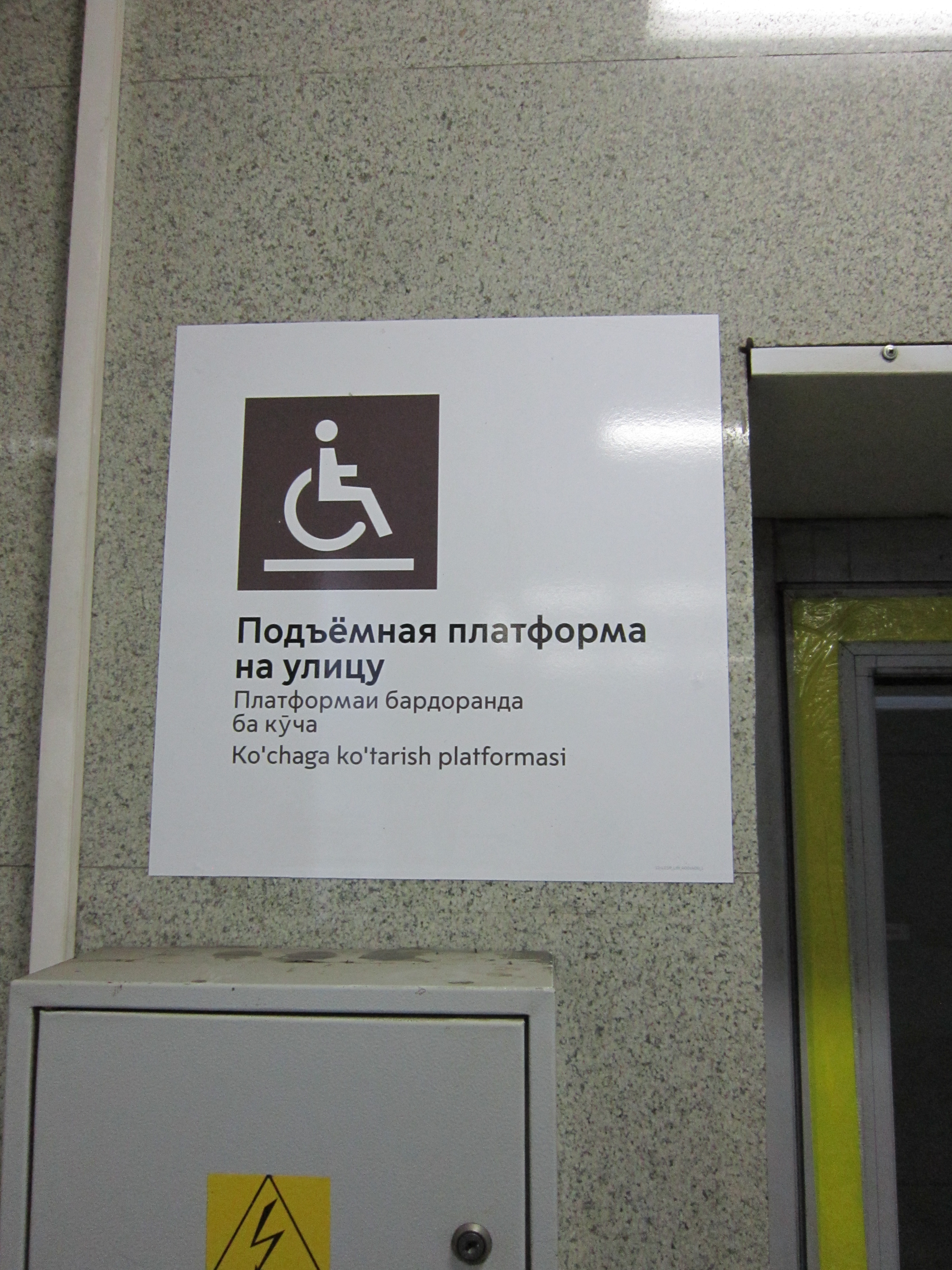
Знак «Подъёмная платформа»
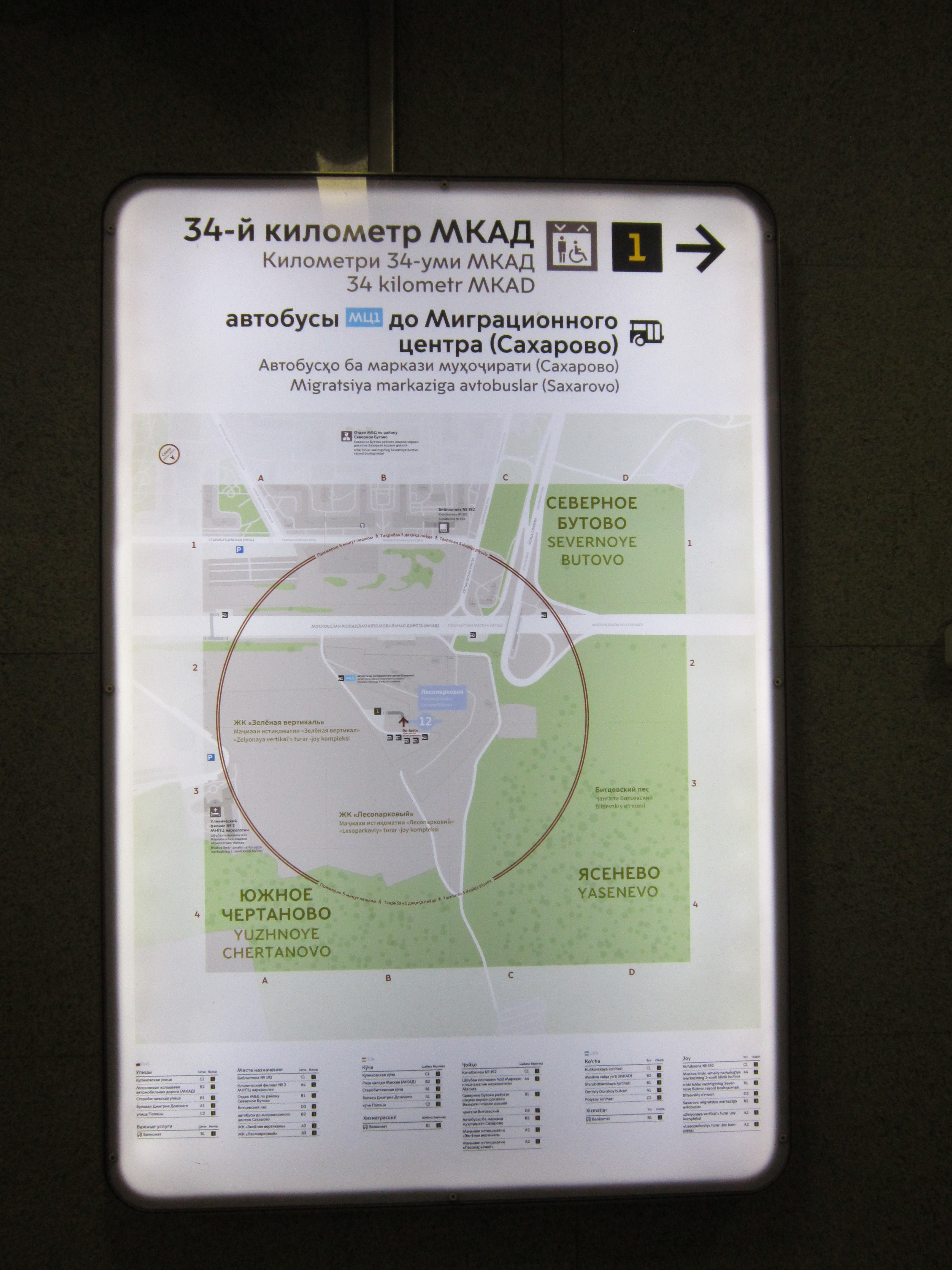
Указатель к выходу
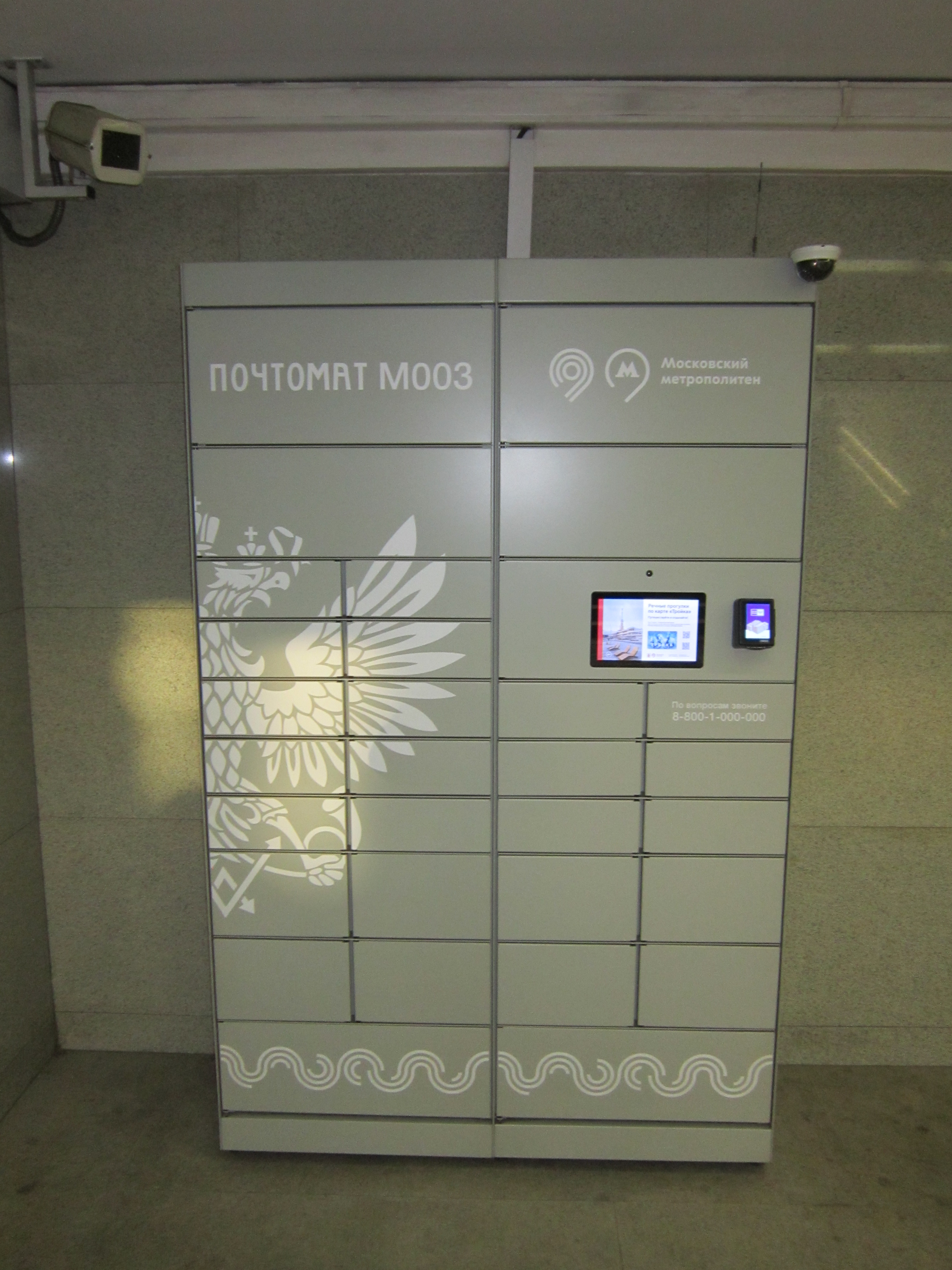
Почтомат
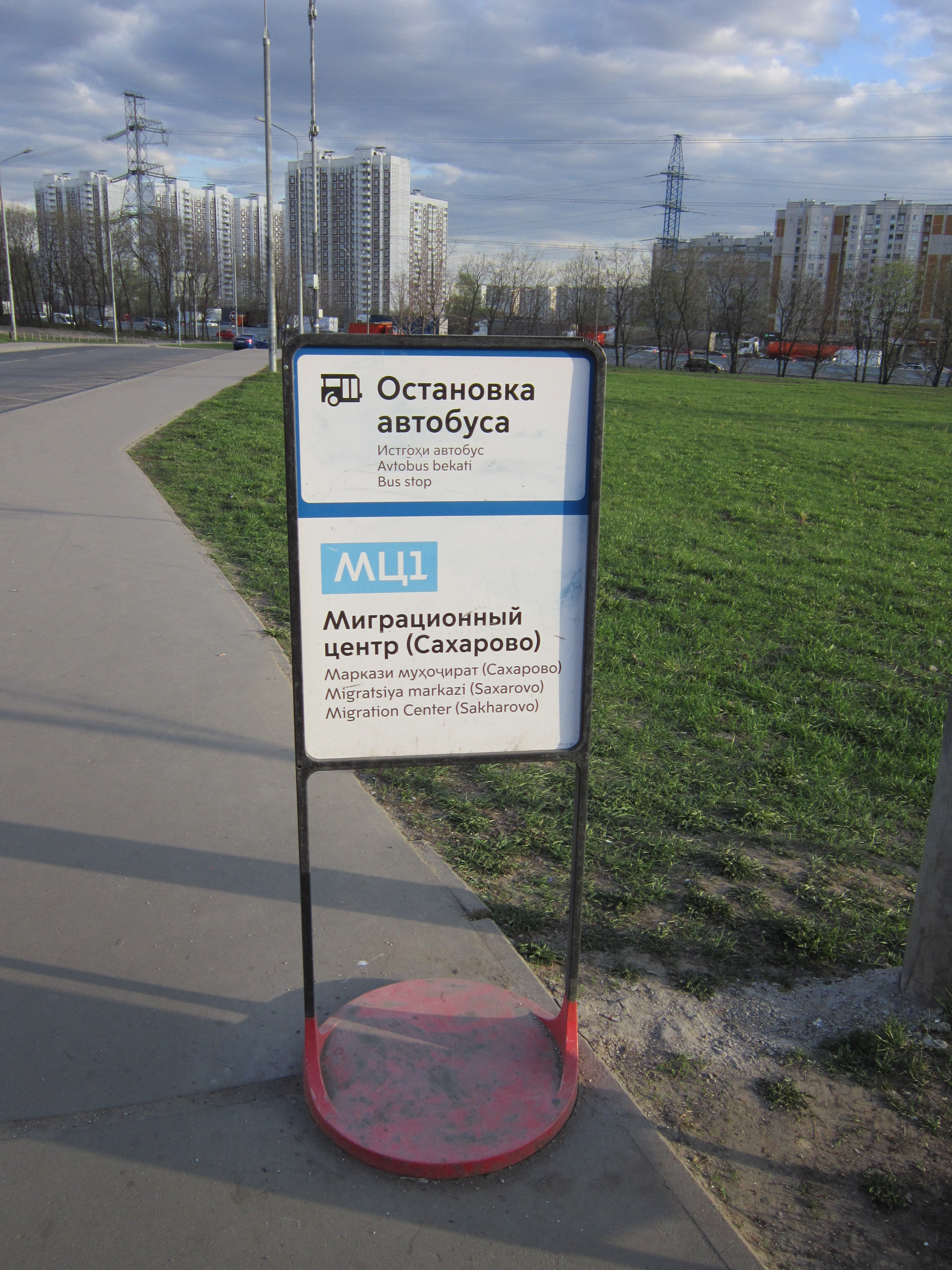
Остановка автобуса № МЦ1 (до ММЦ)

## Станция в цифрах
- Таблица времени прохождения первого поезда через станцию[34]:

| По чётным числам                           | Будние дни | Выходные дни |
| По нечётным числам                         | Будние дни | Выходные дни |
| В сторону станции «Битцевский парк»        | 06:03      | 06:05        |
| В сторону станции «Битцевский парк»        | 05:45      | 05:45        |
| В сторону станции «Улица Старокачаловская» | 05:58      | 05:59        |
| В сторону станции «Улица Старокачаловская» | 05:43      | 05:43        |

## Наземный общественный транспорт

### Городской
На этой станции можно пересесть на следующие маршруты городского пассажирского транспорта:
- Автобусы: 837, МЦ1

### Областной
- Автобусы: 359, 363, 365к, 397, 407, 410, 413, 417, 423, 426, 428к, 430, 432, 435, 446, 458, 1039, 1040, 1042, 1142, 1365